# Irina Müller
Irina Müller, po mężu Weiße (ur. 10 października 1950 w Lipsku) – niemiecka wioślarka reprezentująca NRD, złota medalistka olimpijska i dwukrotna medalistka mistrzostw świata.

## Kariera
Wystąpiła na igrzyskach olimpijskich w Montrealu w 1976, gdzie osada NRD w składzie: Viola Goretzki, Christiane Knetsch, Ilona Richter, Brigitte Ahrenholz, Monika Kallies, Henrietta Ebert, Helma Lehmann, Irina Müller i Marina Wilke (sternik) zdobyła złoty medal w ósemkach. W finale wyprzedziły ZSRR o 2,85 sekundy i osadę USA o 5,36 sekundy. Był to debiut tej konkurencji w programie olimpijskim, tym samym reprezentantki NRD zostały pierwszymi w historii mistrzyniami olimpijskimi w ósemkach kobiet. Był to równocześnie jej jedyny start olimpijski.
W tej samej konkurencji zdobyła również złoto na mistrzostwach świata w Lucernie (1974). W międzyczasie wywalczyła także złoto w czwórkach ze sternikiem na mistrzostwach świata w Nottingham (1975). 
Ponadto zajęła drugie miejsce w ósemkach na mistrzostwach Europy w Moskwie (1973) i trzecie w czwórkach ze sternikiem na mistrzostwach Europy w Kopenhadze (1971). 
W 1976 odznaczona Orderem Zasługi dla Ojczyzny. 
Czterokrotnie zdobywała mistrzostwo kraju: w ósemkach w latach 1971, 1974 i 1976 oraz w czwórkach ze sternikiem w 1975.
Ukończyła prawo na Uniwersytecie Humboldtów w Berlinie, następnie była sędzią sądu w Neuruppin. W trakcie kariery sportowej była tajnym współpracownikiem Ministerstwa Bezpieczeństwa Państwowego NRD (Stasi) o pseudonimie "Ines".